# Cooler

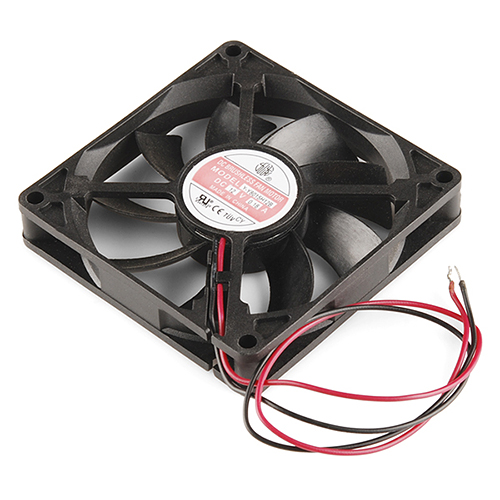
Cooler de computador.

Cooler (do inglês: refrigerador) é um sistema de arrefecimento usado em diversos tipos de hardwares eletrônicos com o objetivo de evitar a sobrecarga de calor que estes componentes geram. Microprocessadores de placas de computadores, por exemplo, realizam milhões de cálculos por segundo e o seu funcionamento só é possível com um sistema de cooler adaptado ao componente.

## Modelos existentes para sistemas de hardware

### Air-cooler
Sistema composto por um ventilador polimérico e um dissipador metálico de temperatura. É o conjunto mais usual em função de seu baixo custo.

### Water-cooler
Sistema com maior eficiência  e de maior complexidade que o air-cooler. Utilizados em equipamentos de alta frequência de processamento, seu conjunto é formado por bomba integrada, um dissipador, um radiador, mangueiras e um fluido como refrigerante.

### Cooler heat pipe
Este tipo de cooler utiliza, simultaneamente, o princípio do air-cooler com complementação do princípio do water-cooler, ou seja, de refrigeração passivo, quando um fluido refrigerante percorre um tubo metálico e faz a troca de calor quando este líquido aquecido, que já passou pelo processador e elevou sua temperatura, passa pelo dissipador/ventilador. Este líquido, ao chegar no dissipador, faz com que sua temperatura retorne ao natural e inicia novo ciclo de troca de temperatura entre processador, fluido e dissipador.

## Galeria de imagens (modelos)

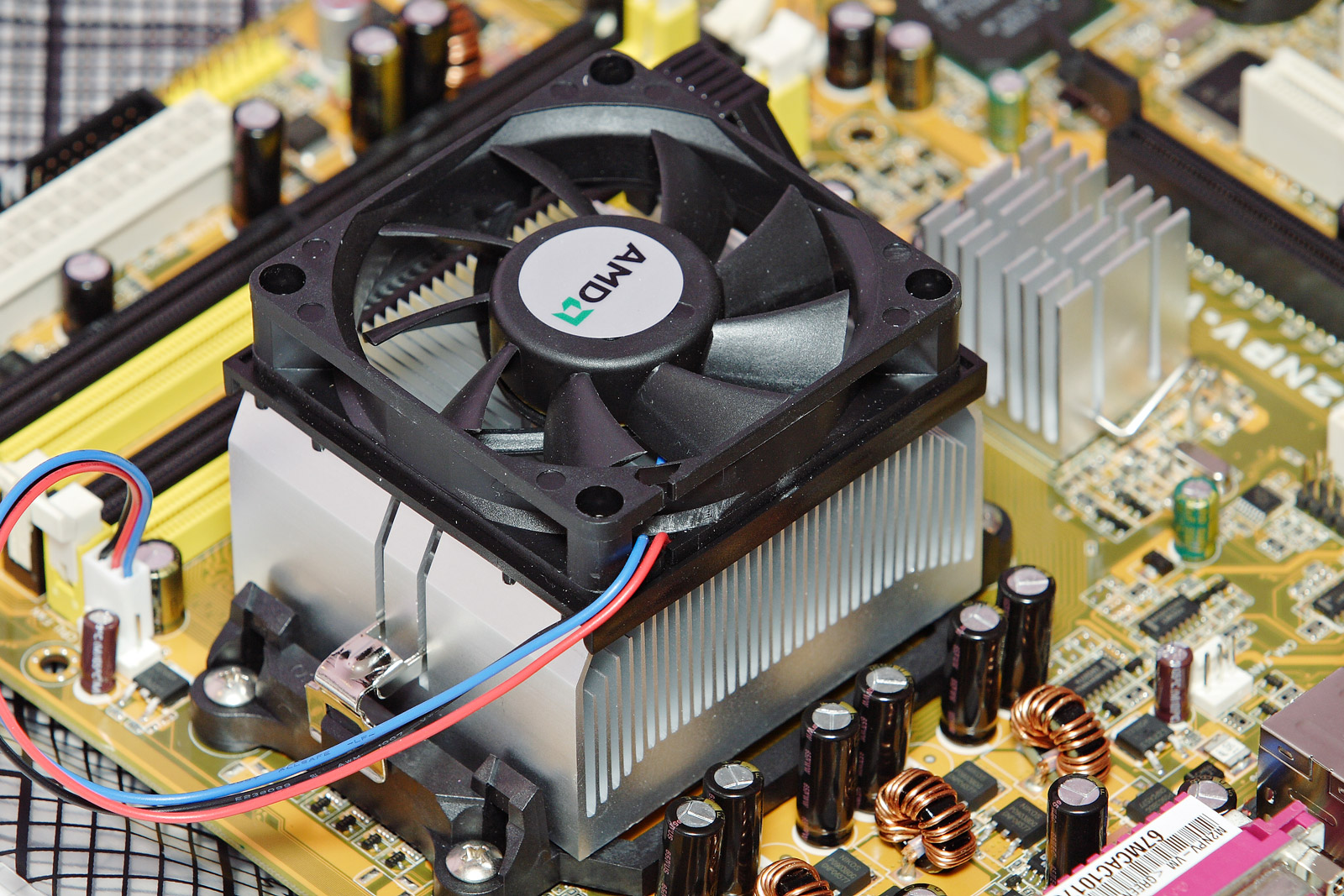
Dissipador básico, formado pela parte metálica (dissipador de calor) e ventoinha.
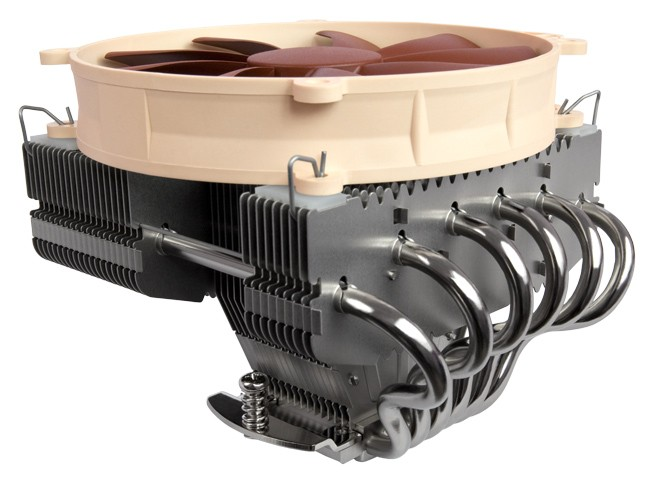
Cooler com heat pipe.
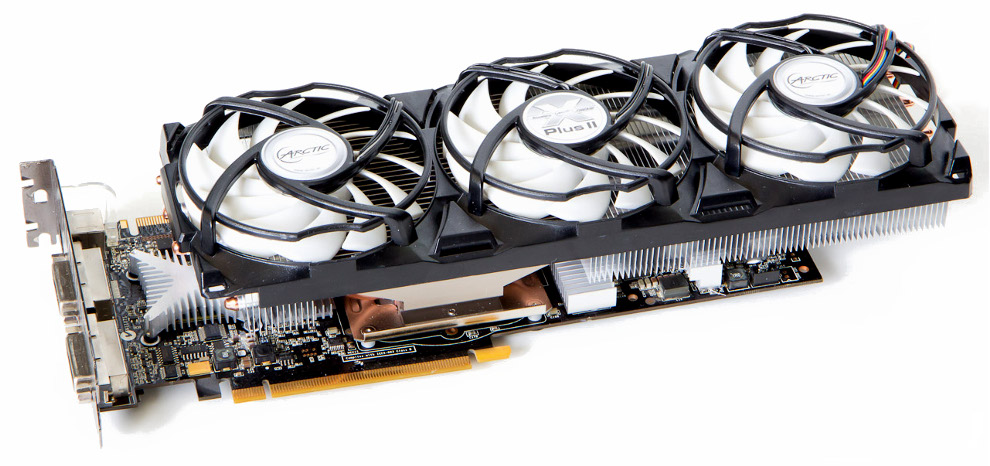
Cooler instalado em uma placa de vídeo.
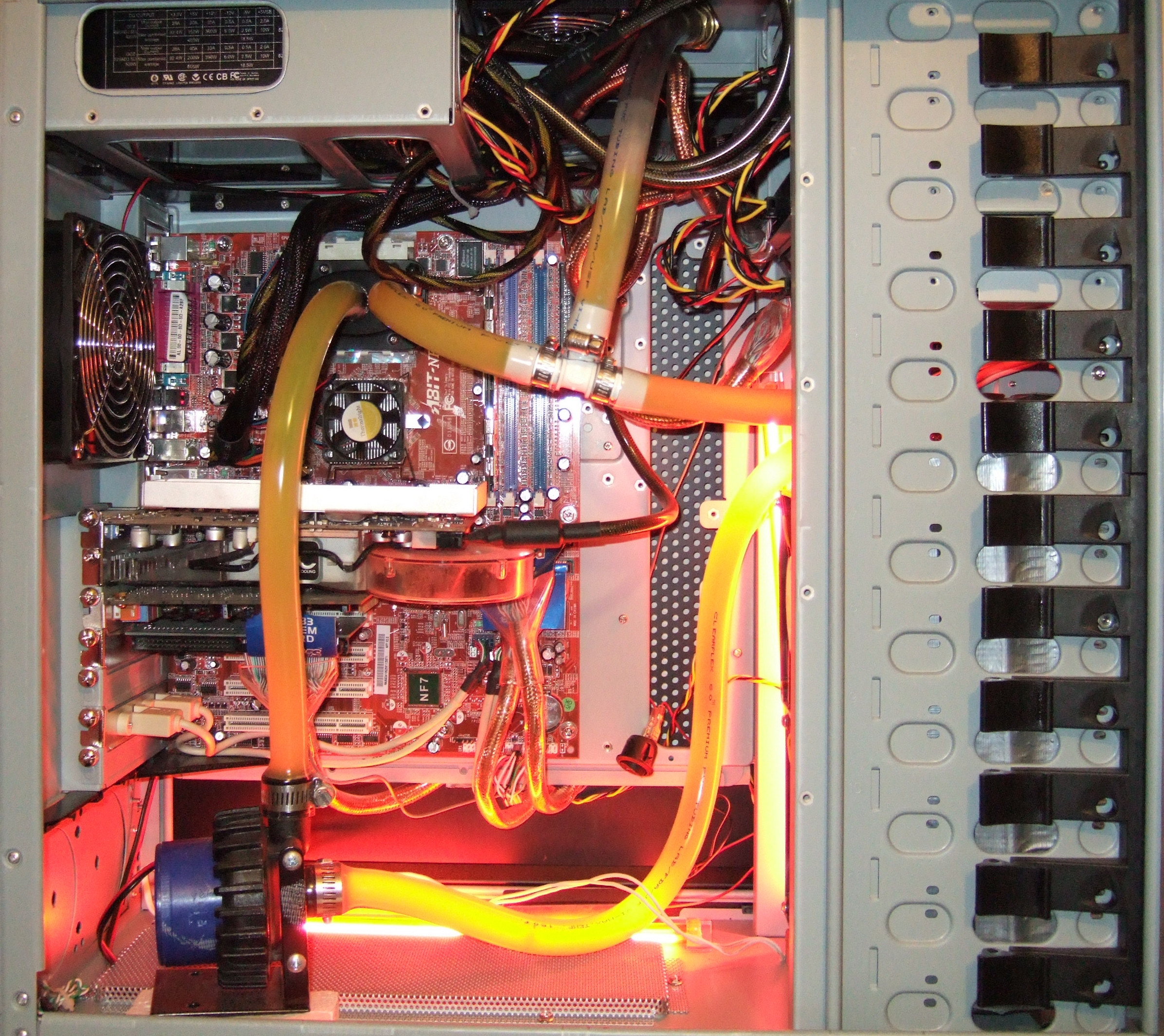
Watercooler caseiro (DIY) contendo uma bomba de água 12v , CPU Waterblock e uma conexão T para o reservatório.
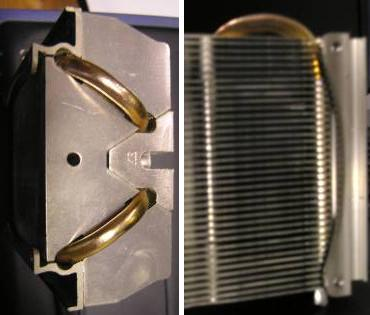
Detalhes do heat pipe.

## Recipientes térmicos para bebidas
No Brasil são chamados de cooler, recipientes térmicos de tamanhos variados destinados a conservar bebidas em baixa temperatura e por um longo tempo, sem o uso de tecnologia eletro-eletrônica. Desta maneira, estes recipientes são de fácil mobilidade e transporte, sendo fabricados em polietileno de alta densidade, com revestimento em poliuretano e EPS.